# Dave McCurdy

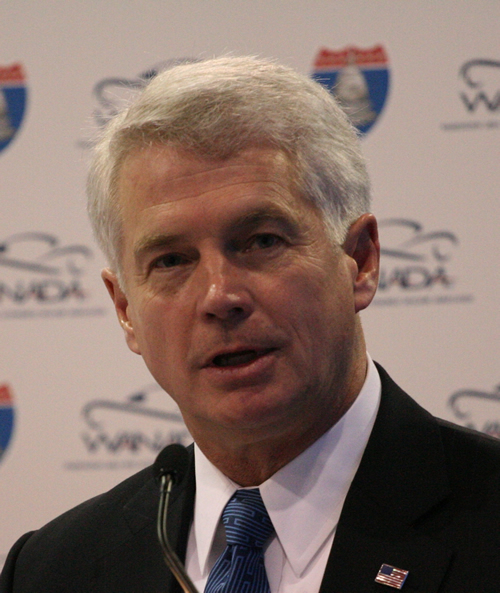
Dave McCurdy (2009)

David Keith „Dave“ McCurdy (* 30. März 1950 in Canadian, Texas) ist ein US-amerikanischer Politiker. Zwischen 1981 und 1995 vertrat er den vierten Wahlbezirk des Bundesstaates Oklahoma im US-Repräsentantenhaus.

## Werdegang
Dave McCurdy besuchte die öffentlichen Schulen seiner Heimat und studierte danach bis 1975 an der University of Oklahoma unter anderem Jura. Im gleichen Jahr wurde er als Rechtsanwalt zugelassen. Zwischen 1977 und 1978 studierte er internationale Wirtschaftslehre an der Universität von Edinburgh in Schottland. McCurdy war auch in der Reserve der US-Luftwaffe, in der er es bis zum Major brachte.
McCurdy wurde Mitglied der Demokratischen Partei. Zwischen 1975 und 1977 war er stellvertretender Attorney General von Oklahoma. Danach arbeitete er bis 1980 als privater Rechtsanwalt. In diesem Jahr wurde er in das US-Repräsentantenhaus in Washington gewählt, wo er am 3. Januar 1981 Tom Steed ablöste. Nachdem er bei den folgenden sechs Wahlen jeweils bestätigt wurde, konnte er sein Mandat im Kongress bis zum 3. Januar 1995 ausüben. Zwischen 1991 und 1993 war er Vorsitzender des Geheimdienstausschusses. Außerdem war er Mitglied in einigen Unterausschüssen.
Im Jahr 1994 verzichtete McCurdy auf eine erneute Kandidatur. Stattdessen bewarb er sich erfolglos um einen Sitz im US-Senat. Danach war er Vorsitzender der McCurdy Group L.L.C.; 1998 übernahm er den Vorsitz der Vereinigung der Hersteller elektronischer Geräte (Electronic Industries Alliance). Im Februar 2007 wurde McCurdy Präsident der Vereinigung der Automobilhersteller.
Dave McCurdy lebt heute mit seiner Frau, der Kinderpsychologin Dr. Pam McCurdy, und seinen drei Kindern in McLean (Virginia). Nach der Wahl von Barack Obama zum US-Präsidenten galt er als möglicher Kandidat für den Posten des Verteidigungsministers. Der Präsident beließ aber letztlich den bisherigen Amtsinhaber Robert Gates auf diesem Posten.